# Tell Me a Riddle
Tell Me a Riddle is een Amerikaanse film van Lee Grant die werd uitgebracht in 1980.
Het scenario is gebaseerd op het in 1961 met de O. Henry Award bekroonde kortverhaal uit de gelijknamige bundel (1956) van Tillie Olsen. 
Met dit ontroerend drama regisseerde Lee Grant haar eerste langspeelfilm.  

## Verhaal
David en Eva vormen een ouder wordend en wat verbitterd Joods migrantenechtpaar. Ze zijn al 47 jaar getrouwd. Hun hele huwelijk lang hebben ze een moeizame, niet evidente relatie gehad. Toch konden ze ook niet zonder elkaar leven. Ze hadden het niet breed toen ze hun kinderen in het Midden-Westen opvoedden. 
Wanneer David verneemt dat Eva een ongeneeslijke vorm van kanker heeft, beslist hij haar dat te verzwijgen. Hij neemt haar mee op reis dwars door de Verenigde Staten om een laatste keer hun kinderen te bezoeken. In San Francisco ontmoeten ze Jeannie, hun uitbundige kleindochter die met volle teugen van het leven geniet. Door haar levensstijl inspireert Jeannie haar oma die algauw haar zielsgeheimen met Jeannie deelt.  
David en Eva komen geleidelijk in het reine met hun verleden en herontdekken eveneens hun liefde voor elkaar. 

## Rolverdeling
| Acteur         | Personage      |
| -------------- | -------------- |
| Melvyn Douglas | David          |
| Lila Kedrova   | Eva            |
| Brooke Adams   | Jeannie        |
| Peter Coyote   | de jonge David |
| Nora Heflin    | de jonge Eva   |
| Zalman King    | Paul           |